# Rheineck SG
| SG ist das Kürzel für den Kanton St. Gallen in der Schweiz. Es wird verwendet, um Verwechslungen mit anderen Einträgen des Namens Rheineck zu vermeiden. |

Rheineck ist eine Ortschaft und eine politische Gemeinde im Wahlkreis Rheintal im Kanton St. Gallen in der Ostschweiz.

## Geographie

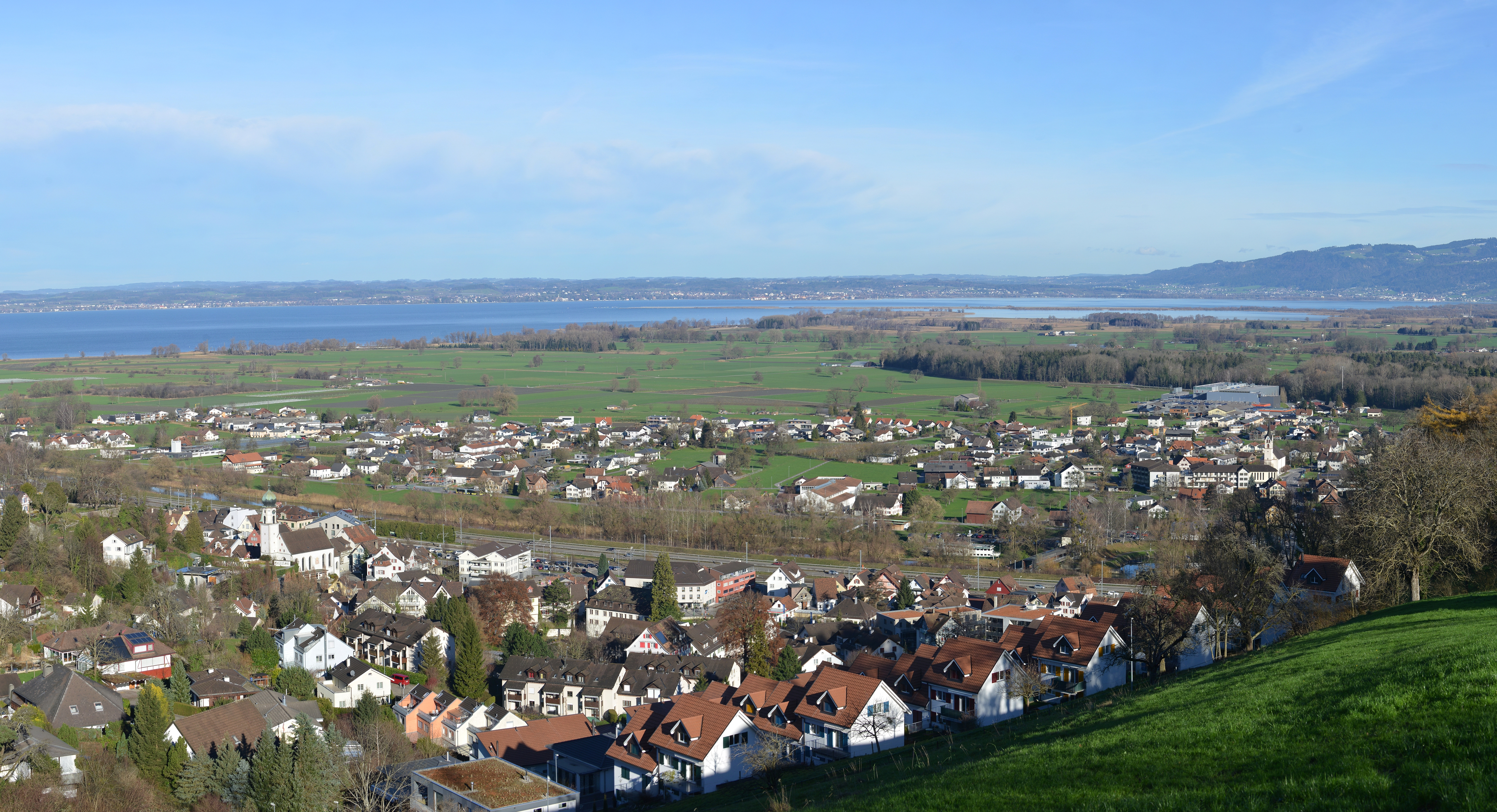
Rheineck mit Autobahn, Gaissau und Bodensee (von vorne nach hinten)

Rheineck liegt zwischen dem Ende des Rheintals und dem Rheindelta, etwa 4 Kilometer bevor der Alte Rhein in den Bodensee mündet. Es liegt zwischen Rorschach und St. Margrethen direkt an der schweizerisch-österreichischen Grenze im Dreiländereck Deutschland-Österreich-Schweiz und ist der Ausgangspunkt der Bergbahn Rheineck–Walzenhausen. Der Alte Rhein bildet die Grenze zwischen Österreich und der Schweiz.
Rheineck ist ein regionales Zentrum für das Appenzeller Vorderland und das untere Rheintal. Im Engpass zwischen den Ausläufern des Vorderlandes und dem Rhein kam Rheineck während Jahrhunderten strategische Bedeutung zu.
Nachbargemeinden sind Thal und St. Margrethen im Kanton St. Gallen, Lutzenberg im Kanton Appenzell Ausserrhoden sowie Gaissau in Vorarlberg.

## Geschichte

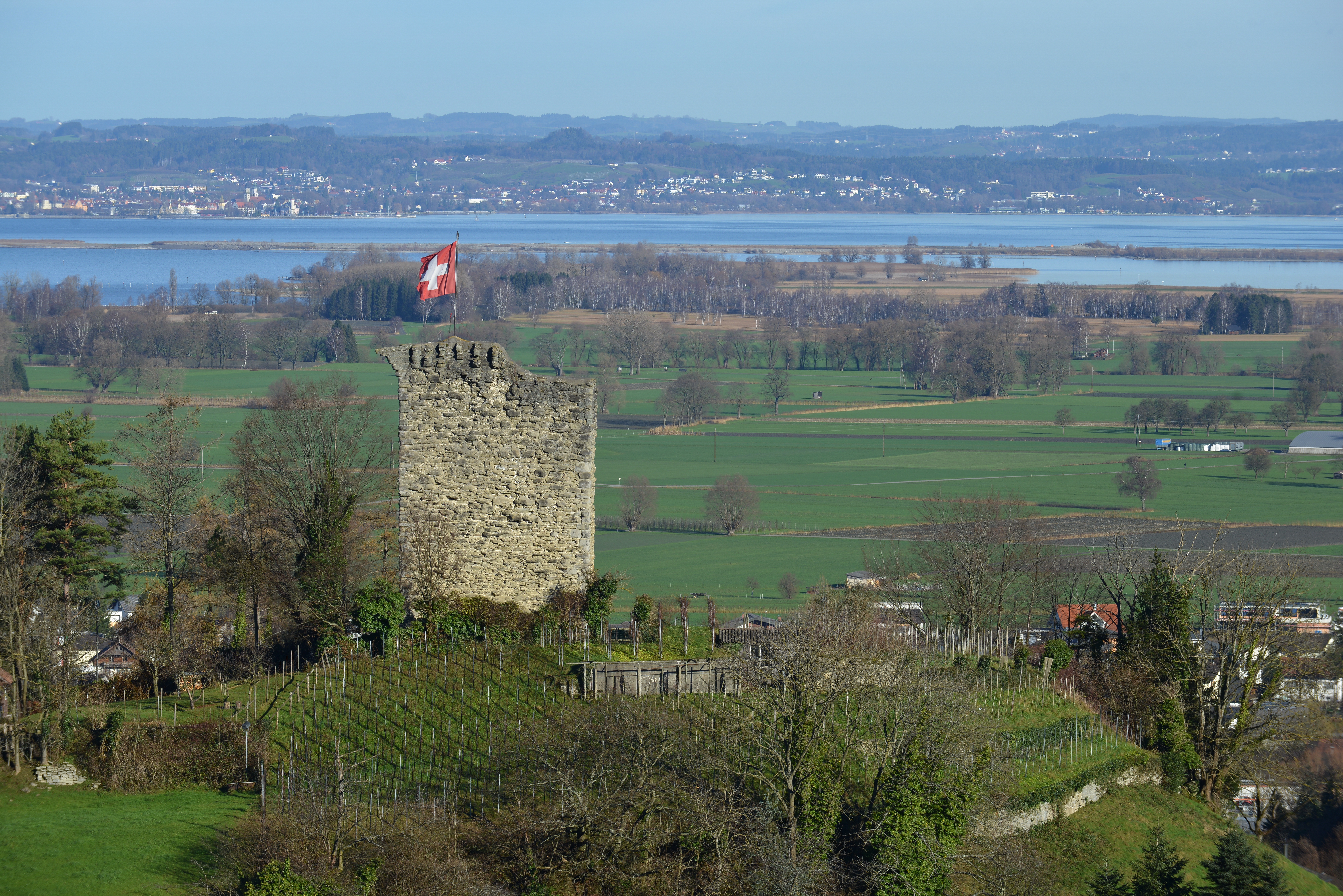
Burgruine Alt-Rheineck

Rheineck wurde um 1163 erstmals als castellum Rinegge und 1218 als Rinegg erwähnt. Das auf der Tabula Peutingeriana erwähnte Ad Rhenum wird von der neueren Forschung nicht in Rheineck, sondern in St. Margrethen vermutet.
In karolingischer Zeit gehörte Rheineck zum Reichshof Thal. Um 1163 erhielt Graf Rudolf von Pfullendorf vom Bischof von Konstanz den Hof Thal und damit auch Rheineck als Lehen. Zur gleichen Zeit kaufte er vom Bischof das castellum Rinegge, das vielleicht mit der Burg und heutigen Ruine Alt-Rheineck zu identifizieren ist. Im 13. Jahrhundert wurde die Burg Neu-Rheineck erbaut, die 1445 zerstört und deren Ruine 1747 abgebrochen wurde. Mauern verbanden die Burgen mit dem Städtchen. Dieses bestand nur aus zwei Häuserzeilen und verfügte über drei Tore. 1208 stritten sich die Abtei St. Gallen und das Bistum Konstanz um den Hof, der 1209 Reichsvogtei wurde. Die von König Rudolf I. 1276 bestätigten Privilegien förderten die städtische Entwicklung. 1291 ist eine Fähre nach Gaissau, 1312 ein Ammann, 1340 ein Wochenmarkt, 1424 ein Schulmeister bezeugt. Das Rathaus wurde 1553 bis 1555 gebaut. Als Vögte amtierten zeitweise die 1169 bis 1365 erwähnten Herren von Rheineck, Ministeriale des Bischofs von Konstanz und des Abts von St. Gallen. 1309 gelangte Rheineck als Pfand an Graf Hugo III. von Werdenberg-Heiligenberg, 1395 wurde es von Leopold III. von Habsburg erobert und geriet unter wechselnder Herrschaft in die Wirren der Appenzellerkriege und später des Alten Zürichkriegs. Nach dem Sieg über die Habsburger bei Wolfhalden 1445 zerstörten die Appenzeller Rheineck und brachten es zusammen mit der bis 1460 erworbenen Vogtei Rheintal unter ihre Herrschaft. Nach dem Rorschacher Klosterbruch 1489 war Rheineck 1490 bis 1798 Hauptort der eidgenössischen Landvogtei Rheintal. Das Hochgericht wurde 1544 von der Strasse gegen Thal an den Rhein bei Buriet versetzt. 1798 bis 1803 gehörte Rheineck zum Distrikt Unterrheintal im helvetischen Kanton Säntis, 1803 bis 1831 zum Distrikt Rheintal im neu gegründeten Kanton St. Gallen und 1831 bis 2002 zum Bezirk Unterrheintal. Von 1831 bis 1861 wechselten sich Rheineck und Berneck als Tagungsorte des Bezirksgerichts und der Bezirksgemeinde ab.

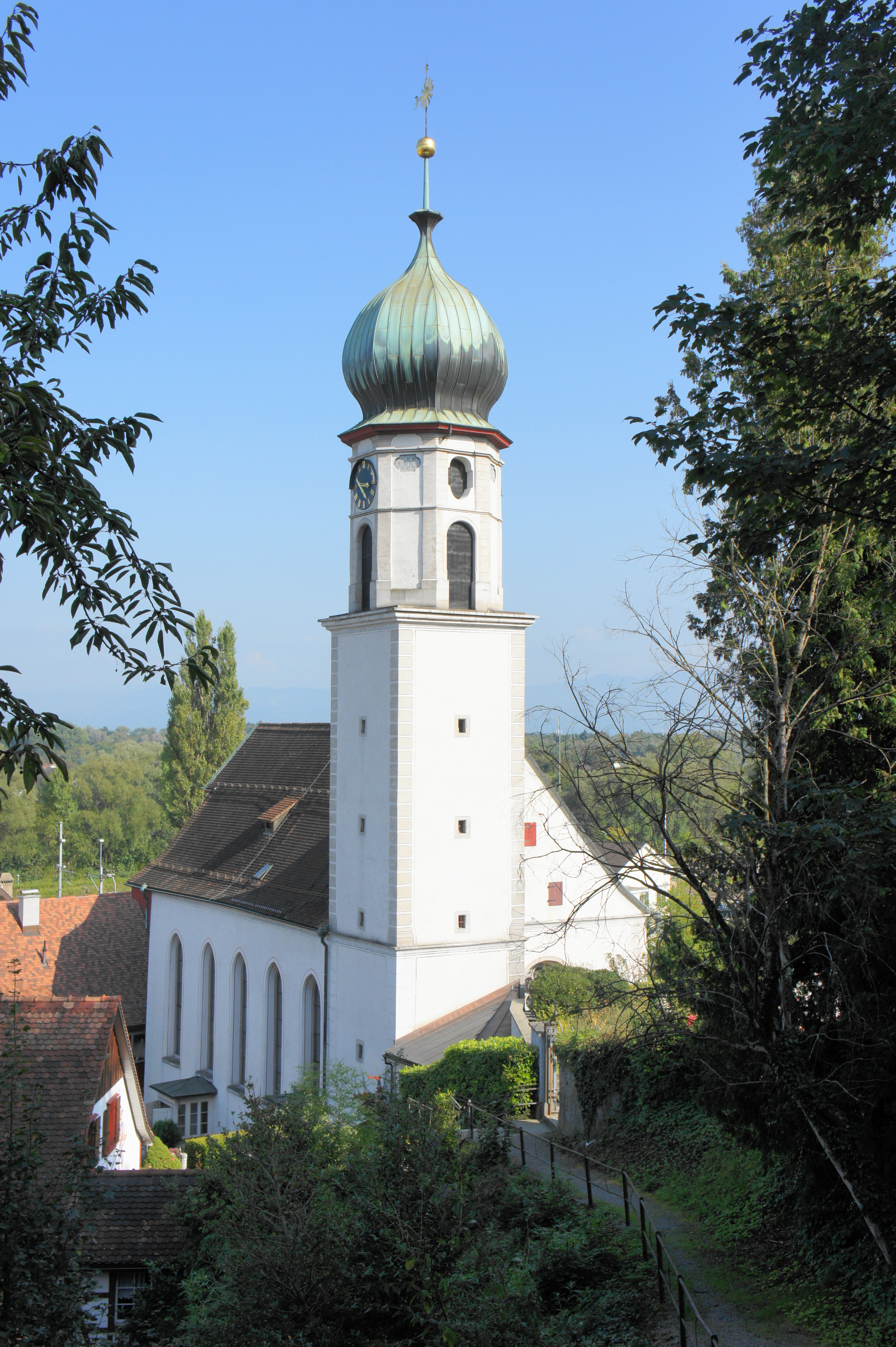
Reformierte Kirche

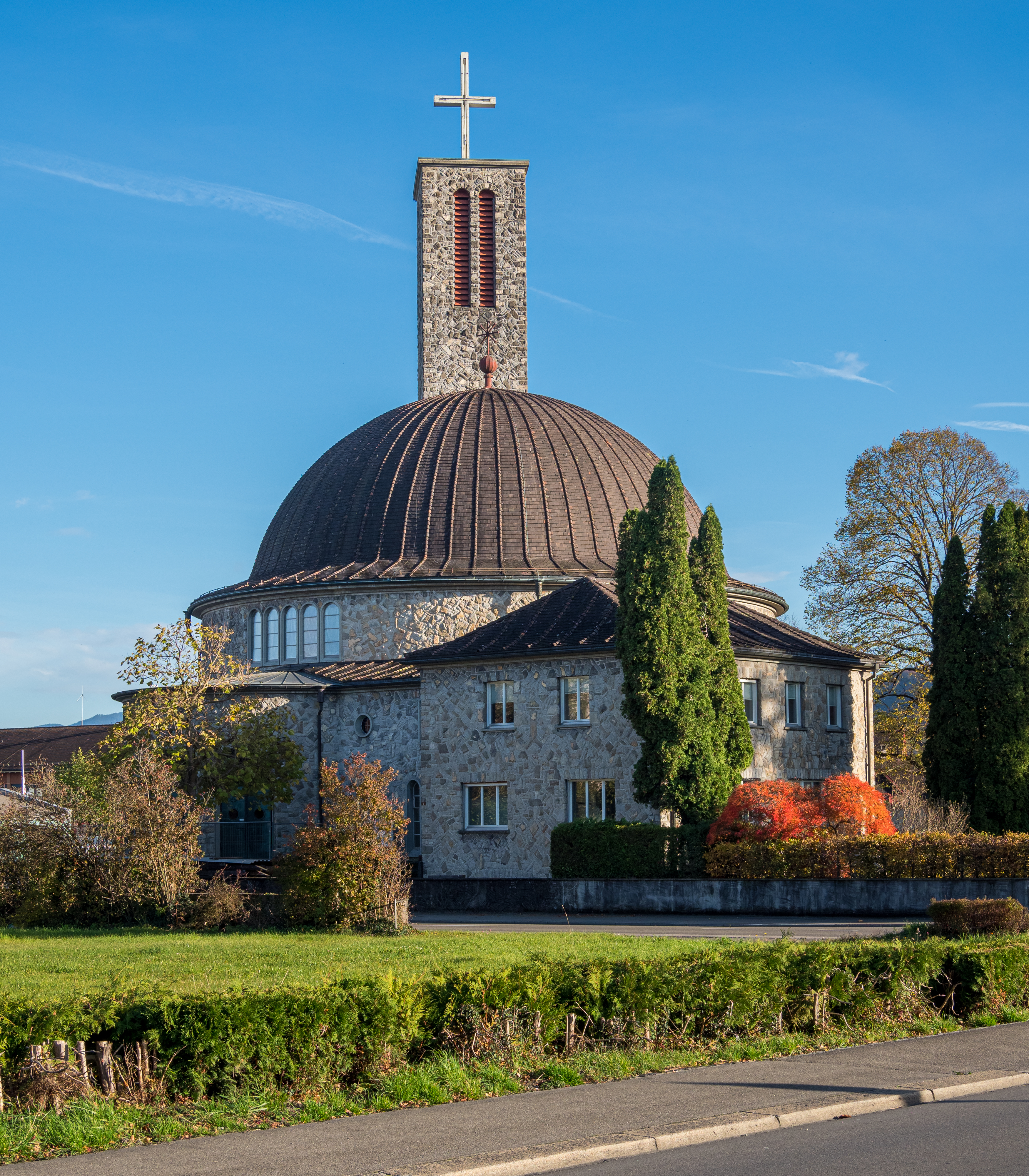
Kath. Theresienkirche

Kirchlich gehörte Rheineck zu Thal. Die Rheinecker St. Jakobskapelle wurde 1433 erwähnt. Nach der Reformation bekannte sich Rheineck mehrheitlich zum neuen Glauben. Die heutige, 1722 barock umgebaute Jakobskirche stammt aus dem frühen 16. Jahrhundert.  Die 1716 gegründete reformierte Kirchgemeinde löste sich 1809 endgültig von Thal. Bis zum Bau der katholischen Kirche St. Theresia 1932/33 und Gründung der Pfarrei wurde das Gotteshaus paritätisch genutzt. Ca. 1550 bis 1634 bestand eine Judengemeinde. Sie zählte 1608 15 bis 25 und 1631 65 bis 90 Personen. Die Schirmherrschaft lag beim Landvogt. Eine Synagoge ist nicht bezeugt, spätestens 1632 aber ein Rabbiner und Schulmeister. Bereits 1608 beantragten die fünf katholischen Orte die Auflösung der Gemeinde, die durch Zuwanderung aus der Landgrafschaft Stühlingen 1632 merklich zunahm. 1634 mussten die Juden wegziehen und fanden zum Teil Aufnahme in der vorarlbergischen Judengemeinde Hohenems.

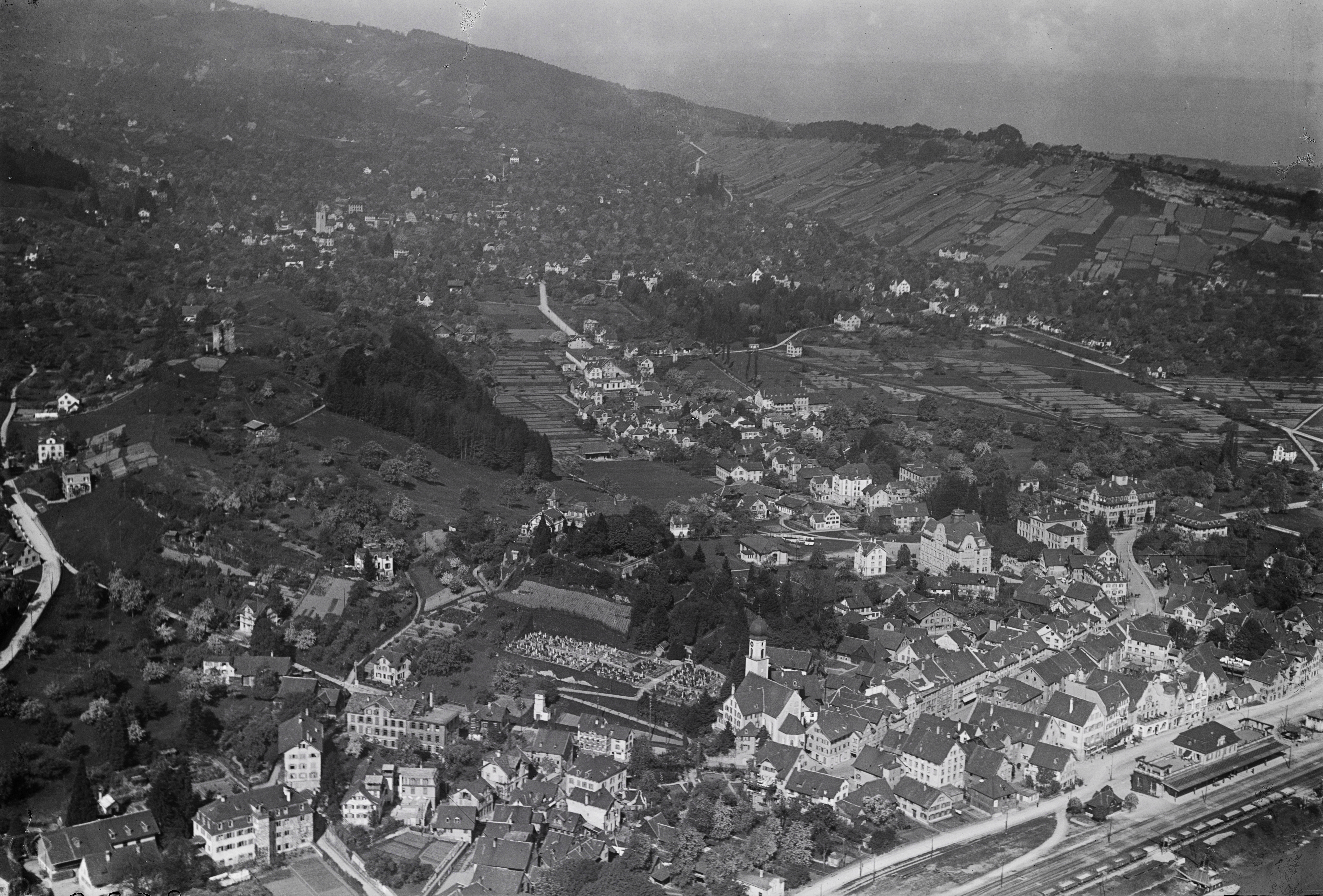
Luftbild von Walter Mittelholzer aus dem Jahr 1923

1498 schieden Rheineck und Thal ihre Rechte aus, die Allmendteilung im Buriet erfolgte erst 1770. Zwischen dem 16. und 19. Jahrhundert waren die meisten Landgüter am Berghang bei Rheineck im Besitz von St. Galler Kaufleuten. Bis ins späte 19. Jahrhundert wurde hier Weinbau betrieben. Rheineck, ab dem Hochmittelalter mit Zoll- und Stapelrecht privilegiert, lebte vor allem vom Transithandel. Mit der Abfertigung von durchschnittlich 600 Flössen pro Jahr war die Gemeinde bis in die Mitte des 19. Jahrhunderts wichtigster Umschlagplatz für Waren aus Chur. Über den Bodensee wurden Getreide und Salz für das Rheintal und Appenzell eingeführt. Auch über Rheineck lief der Handel mit Rohmaterial (Werg) zur Leinwandproduktion. Im 18. Jahrhundert brachte der Textilhandel mit Italien eine wirtschaftliche Blüte, wovon der herrschaftliche Löwenhof zeugt, den sich der Kaufmann Johannes Heer 1742 bis 1746 erbauen liess. 1826 bis 1829 betrieben Sebastian Heer und J.C. Dalwig zusammen mit englischen Mechanikern die erste Webmaschinenfabrik der Schweiz. Wegen Wassermangels verlegte Heer die dazugehörige mechanische Weberei nach Vorarlberg. 1831 erfolgte die Gründung der Seidengazefabrik Thal-Rheineck, die 2009 als Sefar AG sogenannte Monofil-Präzisionsgewebe herstellte. Die beiden Bankhäuser Custer aus dem frühen 19. Jahrhundert gingen in den 1860er bzw. 1930er Jahren Konkurs.

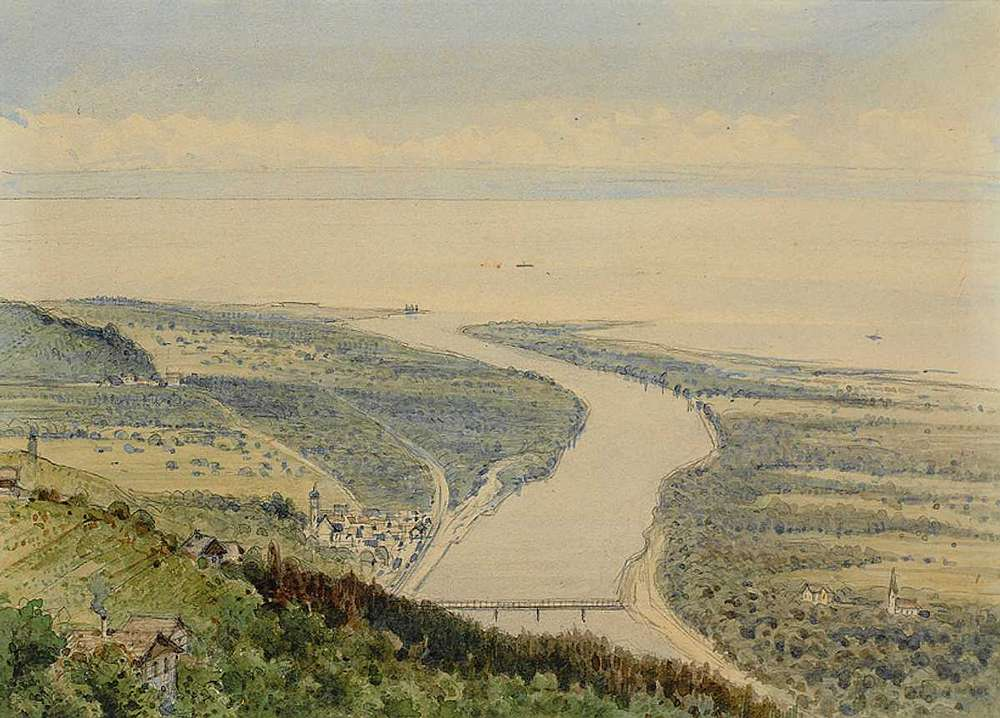
Max Bach (1841–1914): Blick von der Höhe auf die Rheinmündung, Rheineck und den Bodensee

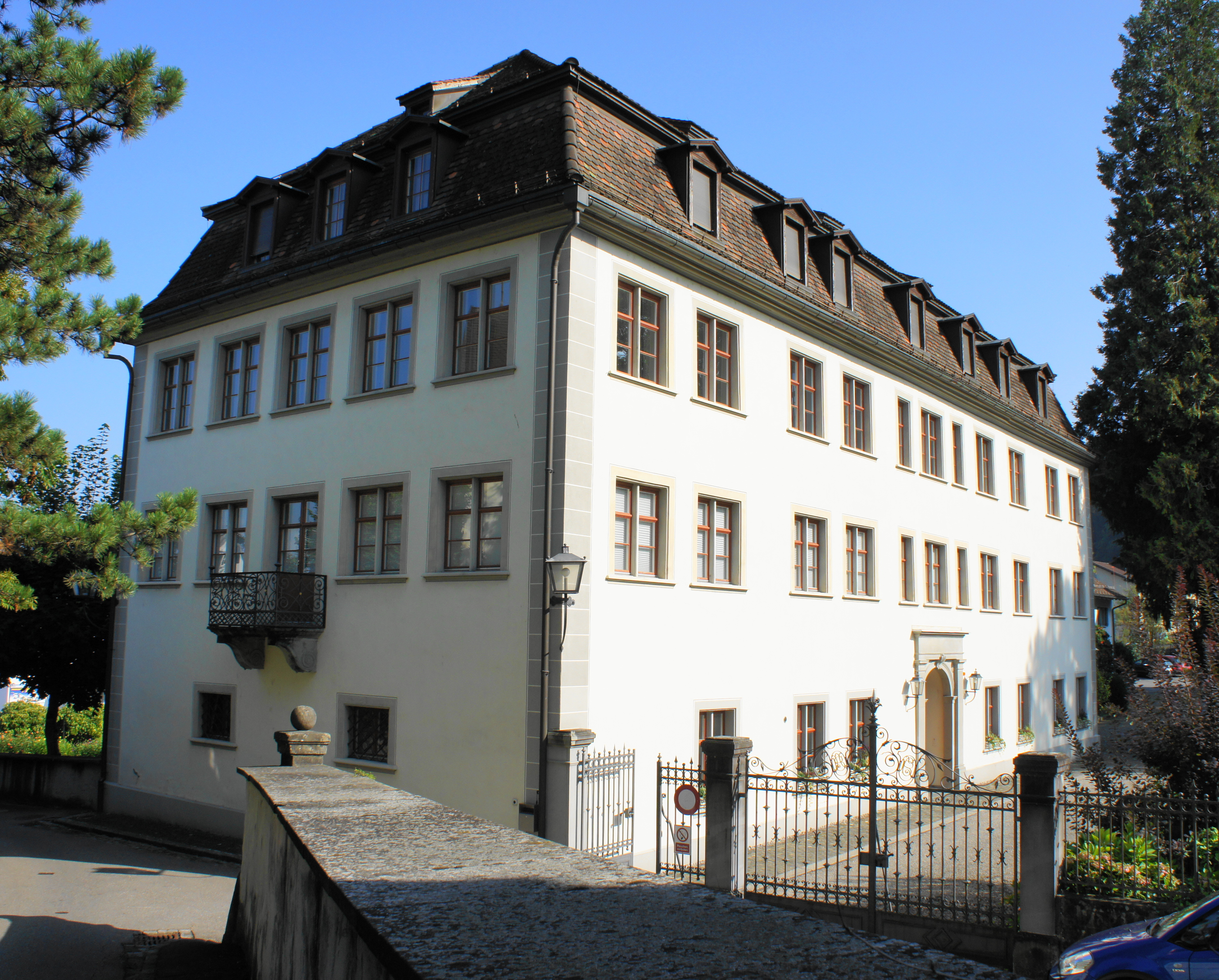
Custerhof

Die Verkiesung der Alpenrheinsohle, im 19. Jahrhundert zunehmend auch bei Rheineck, führte zusammen mit der Eröffnung der Bahnstrecke Rorschach–Chur 1858 zum Einbruch der traditionellen Erwerbszweige, wohingegen der Kiesgewinnung 1870 bis 1940 eine gewisse Bedeutung zukam. Aus Furcht vor wirtschaftlichen Einbussen wehrte sich Rheineck im 19. Jahrhundert auch gegen die Umleitung des Rheins. Diese erfolgte 1900 mit dem Fussacher Durchstich und setzte den Überschwemmungen im Ort ein Ende. Die nurmehr am alten Rhein gelegene Gemeinde setzte sich für die Erhaltung des Schiffsverkehrs mit dem Bodensee ein. In den 1920er und 30er Jahren wurde sie zum beliebten Ziel für Bodensee-Raddampfer. Von den 1860er bis in die 1970er Jahre bot die Stickerei- und Seidenindustrie Verdienstmöglichkeiten. Von 1899 bis 1925 bestand eine Stickerfachschule. Die 1896 eingerichtete kantonale Landwirtschaftsschule Custerhof wurde 1977 zur Bäuerinnenschule umfunktioniert und 2004 als Hauswirtschaftliches Bildungszentrum dem kantonalen Berufs- und Weiterbildungszentrum angegliedert. Die Erschliessung im Nahverkehr erfolgte 1860 mit der Postkutsche nach Heiden, 1869 nach Thal und 1871 nach Walzenhausen, zu dem seit 1896 auch eine Bergbahnverbindung besteht. Die Rheinbrücke ersetzte 1874 die Fähre. 1964 erhielt Rheineck Anschluss an die A1.

## Bevölkerung
| Jahr      | 1634  | 1850  | 1900  | 1950  | 1970  | 2000  | 2010  | 2019  |
| Einwohner | 548   | 1177  | 2094  | 2600  | 3275  | 3231  | 3325  | 3398  |
| Quelle    | [ 5 ] | [ 5 ] | [ 5 ] | [ 5 ] | [ 5 ] | [ 5 ] | [ 6 ] | [ 6 ] |

## Verkehr

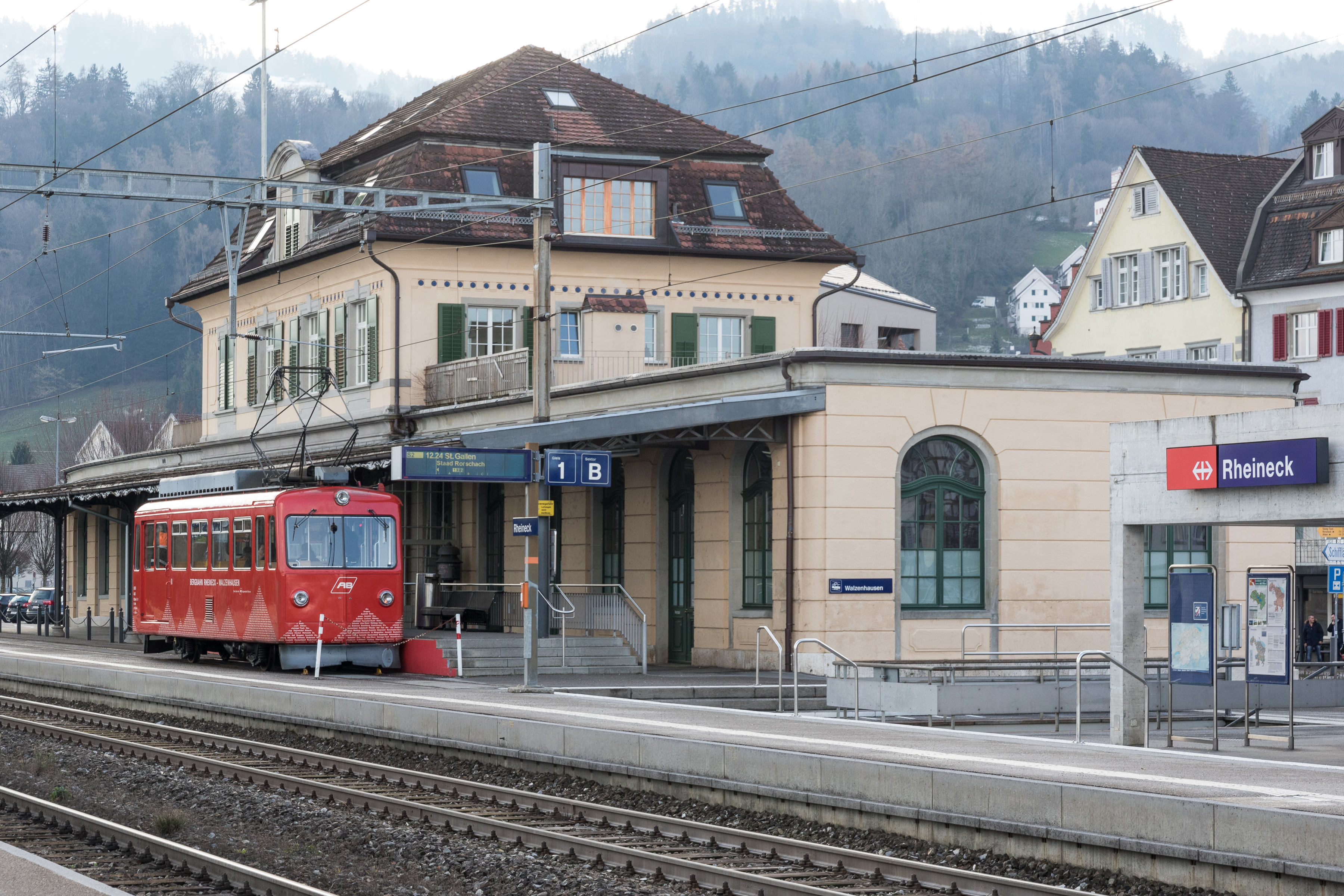
SBB-Bahnhof Rheineck mit dem Triebwagen der Bergbahn Rheineck–Walzenhausen

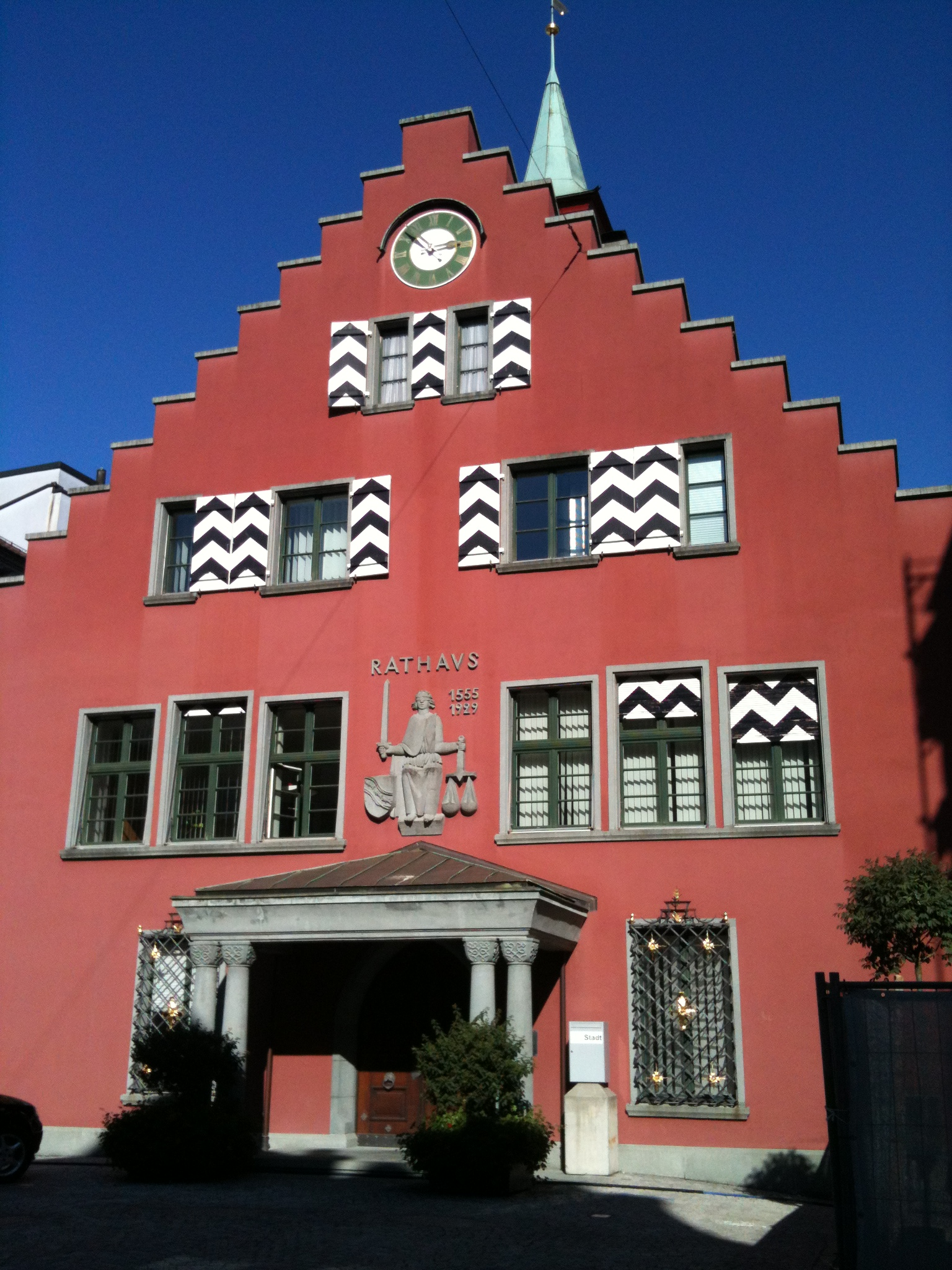
Rathaus

Rheineck liegt an der Hauptstrasse St. Gallen/Kreuzlingen–Rorschach–St. Margrethen–Chur und hat eine Ausfahrt der Autobahn A1.
Mit einem Weg- und Zupendleranteil von 63 % bzw. 66 % im Jahr 2000 leidet Rheineck unter starkem Durchgangsverkehr.
In Rheineck zweigt von der Durchgangsstrasse die Appenzellerstrasse ab, die durch den Nordabschnitt der Appenzeller Alpen als Hauptstrasse 463 nach Heiden, Speicher, Teufen und Hundwil führt.
Dem öffentlichen Verkehr dient der Bahnhof an der Bahnstrecke Rorschach–Chur, der von der S2, S3 und S4 der S-Bahn St. Gallen bedient wird. Vom Bahnhof Rheineck führen die Bergbahn nach Walzenhausen, das Kursschiff nach Rorschach und Postautolinien über Thal und Altenrhein nach Rorschach, nach Heiden und St. Margrethen. Vom Bahnhof Rheineck ist zu Fuss in 10 Minuten die Haltestelle «Gaißau in Vlbg Staatsgrenze» erreichbar, von der der Postbus die Reisenden nach Bregenz bringt.

## Sehenswürdigkeiten

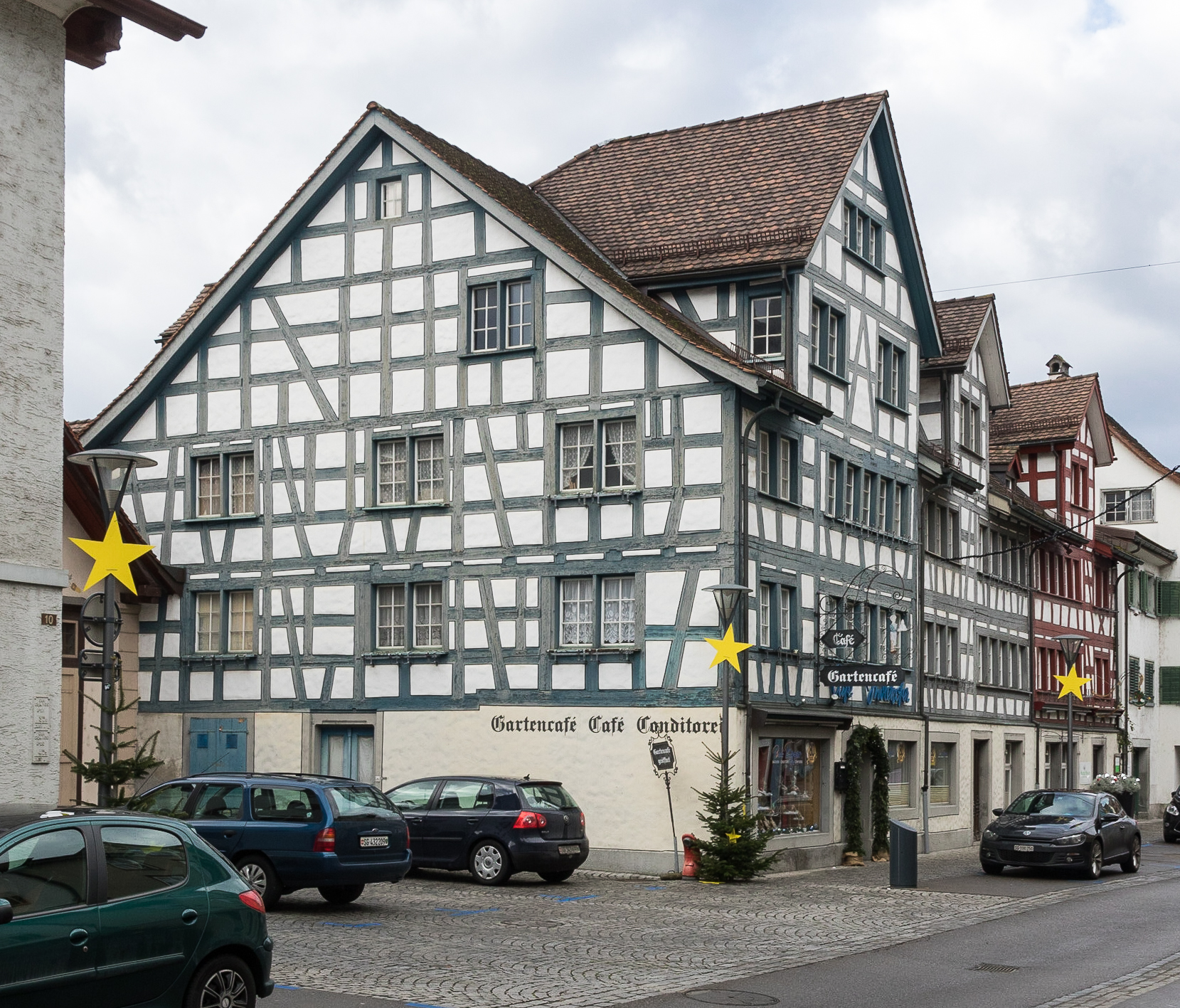
Fachwerkhäuser an der Hauptstrasse

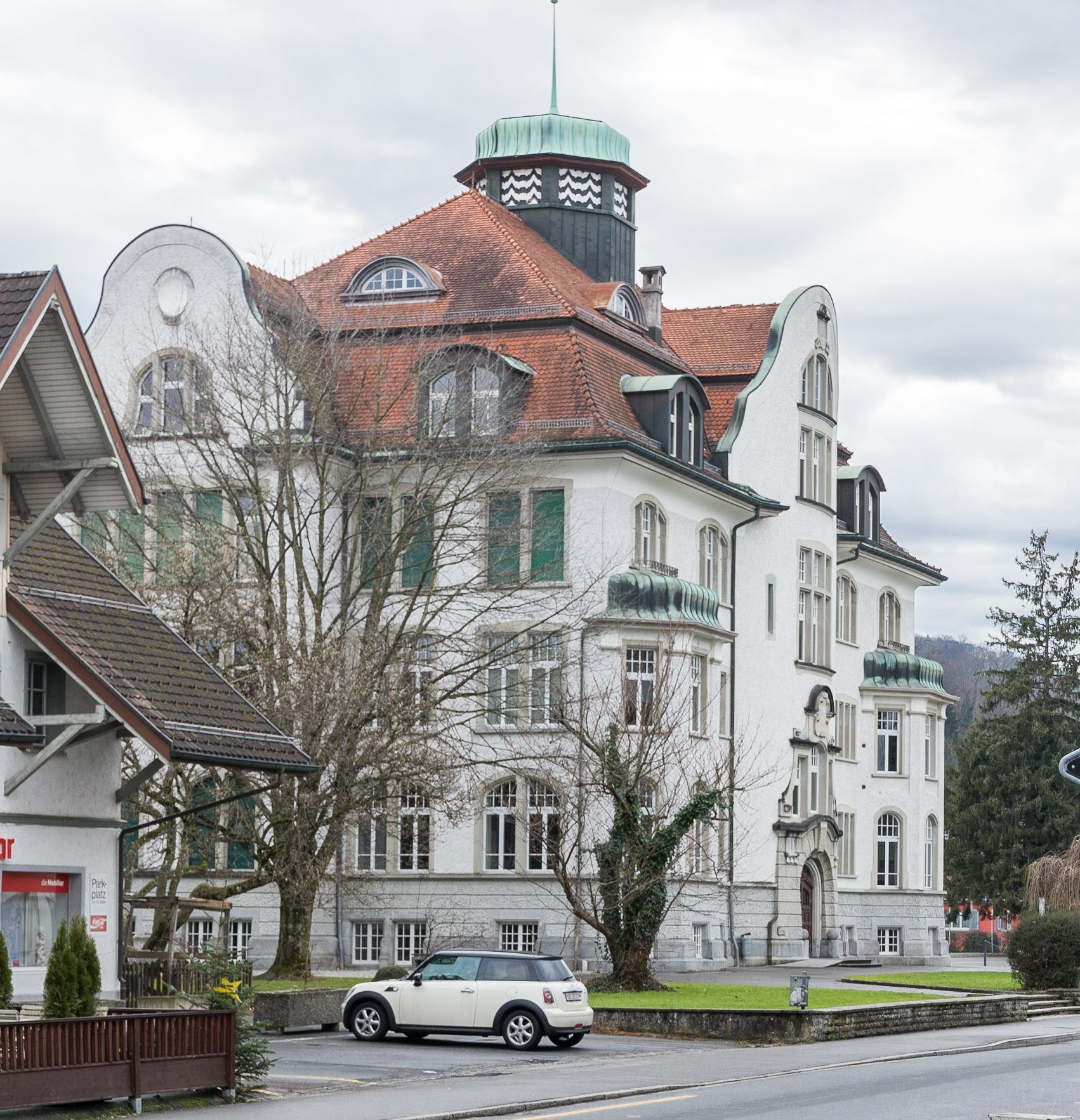
Oberstufen-Schulhaus

- Altstadt, mit Fachwerkhäusern, frühneuzeitlichen Bauten und Jugendstilhäusern
- «Alte Landschreiberei»: viergeschossiger Massiv- und Fachwerkbau, datiert aus 1639, möglicherweise älter, da auf dem Gelände des alten Schlosses Rinegge errichtet (ebenso das Schlössli, siehe unten)
- Altes Amtshaus: ehemaliger Sitz der Landvögte, stilistische Symbiose zwischen Gotik und Frühbarock, erbaut um 1580
- Altes Primarschulhaus: spätklassizistisches Anwesen in Privatbesitz, erbaut 1881 von Gustav Adolf Müller
- Burgplateau: über der Altstadt gelegene Ebene mit Aussicht auf Bodensee, die Allgäuer Alpen und den Bregenzerwald
- Burgstock: Burgruine (Wachturm) aus dem 12. Jahrhundert
- «Custerhof»: Barockbau mit Mansarddach und aufwändigen Rokoko-Strukturen im Inneren, erbaut 1750 bis 1753
- Evangelische Pfarrkirche St. Jakob: gegründet im Mittelalter, erhaltener Chor aus dem Neubau 1519, 1722 barockisiert, 1980/1981 restauriert
- «Hinter dem Markt», früher auch «Judengasse» genannt: ältestes erhaltenes Quartier, da vom Brand 1876 weitgehend unversehrt
- Katholische St. Theresienkirche: erbaut 1932/1933 nach Plänen von Otto Linder, eine der ersten modernen Kirchenbauten der Schweiz
- «Löwenhof»: Palais mit vorgelagerter französischer Gartenanlage mit Orangerie, Springbrunnen und Pavillon, erbaut 1742–1746
- Oberstufenschulhaus: klassizistisches Gebäude im neubarocken Stil, erbaut 1905/1906 nach Plänen von Adolf Gaudy
- Rathaus: errichtet 1553 bis 1555, renoviert und umgebaut 1876 und 1929/30, mit Treppengiebel und hölzernem Vierecktürmchen, im Inneren u. a. Malereien von Heinrich Herzig
- Rhytor (Rheintor): letztes erhaltenes Stadttor aus dem 15. Jahrhundert mit in Fachwerkkonstruktion ausgeführtem Aufbau und Gemälde von Heinrich Herzig
- «Schlössli»: am Ort des alten um 1445 zerstörten Schlosses Rinegge errichtete, aus 5 Teilen bestehende Gebäudegruppe aus dem 17. Jahrhundert
- Weiergasse: Strassenzug entlang der ehemaligen Stadtmauer mit teilweise erhaltenen Resten der Befestigung

## Persönlichkeiten
- Rudolf II. von Werdenberg-Rheineck (1370–1420), Graf und Freiheitsheld
- Ulrich Kühn (1690–1757), preussischer Konsul, Kommerzienrat, Kaufmann und Mitinhaber des Handelsunternehmens Pelloutier, Krusemark & Co in St. Petersburg
- Johann Heinrich Custer (1757–1818), Garn- und Leinwandhändler[9]
- Hermann von Fels (1766–1838), Kaufmann und Politiker
- Johann Rudolf Steinmüller (1773–1835), Pfarrer 1805–1835, Antistes und Erziehungsrat Kanton Säntis, leitete von 1806 bis 1835 das Schullehrerinstitut des Kantons St. Gallen in Rheineck
- William Wolfensberger (1889–1918), Pfarrer und Dichter.
- Heinrich Herzig (1887–1964), Künstler (v. a. Maler)
- Walter Rüsch (* 1906 in Rheineck; † 1983 in Locarno), Musiker und Musikwissenschafter[10]
- Hansruedi Züst (1921–2005), Elektrotechniker, Fernsehpionier und Direktor der Schweizerischen Radio- und Fernsehgesellschaft
- Hans Letsch (1924–2015), Politiker (FDP), geboren in Rheineck.
- Markus Kühnis (* 1955), Organist, Arrangeur und Musikpädagoge
- Dietmar Gehrer (* 1955), der erste niedergelassene Tätowierer der Schweiz